# قلب اللوز
قلب اللوز هي حلوى جزائرية، وواحدة من أكثر الحلويات شعبية في البلاد. تُستهلك على نطاق واسع خصوصًا خلال سهرات شهر رمضان مع الشاي بالنعناع أو الشاي الأسود بالقرنفل أو القهوة.

## المكونات
المكونات:
- السميد الخشن
- سكر
- ماء الزهر
- لوز مطحون
- شرائح لوز
- فستق
- العسل (القَطْر)

## أنظر أيضا
- الحلويات التقليدية الجزائرية